# Endocerida
Die Endocerida sind eine ausgestorbene Ordnung der Kopffüßer (Cephalopoda), die zu den Nautiloideen gehört und mit den rezenten Perlbooten (Nautilidae) verwandt ist. Die ältesten Fossilnachweise stammen aus den Meeressedimenten des beginnenden Ordoviziums vor 485,4 Mio. Jahren, die jüngsten aus dem mittleren Silur (Wenlock) vor ca. 430 Mio. Jahren. Die größten Endocerida wie etwa Cameroceras erreichten eine Gesamtlänge von bis zu 10 Metern (davon bis zu 9 Meter Gehäuse).

## Merkmale
Die Endocerida besitzen meist große, langgestreckte und gekammerte Gehäuse mit einem randlich gelegenen Siphonalstrang. Kennzeichnendes Element der Endocerida sind spitztütenförmige, mit der Spitze nach hinten gerichtete Intrasiphonalablagerungen, die den hinteren Teil des Siphonalstranges allmählich massiv verfüllen. Diese bestehen in erster Linie aus Aragonit (Calciumcarbonat) und in geringerem Maße aus organischen Ablagerungen. Die Funktion dieser Verfüllung ist die Trimmung des Körpers, so dass der Schwerpunkt des Gehäuses (einschließlich des Tieres in der Wohnkammer) sich in die Körpermitte verlagert. Denn bei fehlendem Ballast im hinteren Teil des Gehäuses läge der Schwerpunkt aufgrund des Gewichts des Weichkörpers im vorderen Teil des Gehäuses und der Phragmokon würde senkrecht nach oben stehen. Eine schnelle horizontale Fortbewegung im Wasser wäre so erschwert. Der vom Gehäuse erzeugte Auftrieb war ausreichend, um den gesamten Körper im Wasser „schwebend“ zu halten. Ein Auf- oder Abstieg im Wasserkörper durch Änderung des Auftriebs im Gehäuse wie bei den Perlbooten war wohl nicht möglich. Die Fortbewegung erfolgte vermutlich ausschließlich mit Hilfe des Trichters (Hyponom) und des Rückstoßprinzips.

## Ökologie
Die Endocerida lebten, wie auch die übrigen Kopffüßer, im Meer. Sie ernährten sich wahrscheinlich von Fischen, Trilobiten und Gliederfüßern (z. B. Seeskorpionen). Sie hätten dann zu den Topräubern in den ordovizischen Meeren gehört. Mitte 2018 wurde die Theorie veröffentlicht, dass es sich bei den größeren Endocerida um Filtrierer, ähnlich wie die heutigen Bartenwale gehandelt haben könnte. Nach dieser Theorie hätten sich zwischen den Tentakeln Häute befunden, wie sich auch beim rezenten Vampirtintenfisch (Vampyroteuthis infernalis) vorhanden sind.

## Systematik
Die Endocerida werden in der klassischen systematischen Einteilung der Kopffüßer in Nautiloideen, Ammoniten und Tintenfische als Ordnung in die Unterklasse der Nautiloideen gestellt. In anderen Klassifikationen (Shevyrev 2006) wird sie mit zwei anderen Ordnungen (Yanhecerida und möglicherweise auch den Intejocerida) zur Überordnung (oder Unterklasse) Endoceratoidea innerhalb der Kopffüßer zusammengefasst. Auch in der phylogenetischen Systematik mit der Unterteilung in Altkopffüßer und Neukopffüßer können die Endocerida mit den Yanhecerida und Intejocerida als Endoceratoidea zusammengeführt werden. Sie stehen basal an der Wurzel der Altkopffüßer. Es gibt zudem Vorschläge, die Ordnung Endocerida in zwei oder drei Unterordnungen zu unterteilen. Diese Vorschläge konnten sich bisher nicht durchsetzen.
Über 20 Familien mit etwa 80 Gattungen werden derzeit in die Ordnung gestellt:
- Allotrioceratidae Flower, 1956
- Botryoceratidae Flower, 1968
- Chihlioceratidae Grabau, 1922
- Cochlioceratidae Balashov, 1965
- Coreanoceratidae Chen, 1976
- Cyrtendoceratidae Hyatt in Zittel, 1900
- Cyrtovaginoceratidae Flower, 1958
- Emmonsoceratidae Flower, 1958
- Endoceroididae Lai, 1985
- Endoceratidae Hyatt, 1883
- Hemipiloceratidae Shimizu & Obata, 1936
- Manchuroceratidae Kobayashi, 1936
- Meniscoceratidae Flower, 1976
- Najaceratidae Flower, 1976
- Narthecoceratidae Flower, 1958
- Piloceratidae Miller, 1889
- Proterocameroceratidae Kobayashi, 1937
- Sinoendoceratidae Lai, 1985
- Suecoceratidae Shimizu & Obata, 1936
- Troedssonellidae Kobayashi, 1935
- Yorkoceratidae Flower, 1968